# Tenchijin
Tenchijin (天地人, Hán-Việt: Thiên Địa Nhân) là phim truyền hình lịch sử thứ 48 trong chương trình Taiga Drama của đài NHK. Phim gồm 47 tập, được phát sóng từ ngày 4 tháng 1 năm 2009 cho đến ngày 22 tháng 11 cùng năm. Nguyên tác: Hisaka Masashi, kịch bản: Komatsu Eriko, âm nhạc: Ōshima Michiru, diễn viên chính: Tsumabuki Satoshi.

## Khái yếu
Phim được dựng dựa trên tiểu thuyết cùng tên của nhà văn Hisaka Masashi được công bố vào năm 2006 (năm Heisei thứ 18). Nhân vật chính là quan Naoe Kanetsugu, quan Karō phục vụ cho Uesugi Kagekatsu. Đây cũng là bộ Taiga Drama đầu tiên dựng từ nguyên tác của tác giả Hisaka Masashi.
Bối cảnh của tác phẩm là thời đại Chiến quốc (Nhật Bản). Về đề tài Chiến quốc thì trong những năm gần đây, chỉ tính riêng trong phạm vi NHK Taiga Drama cũng đã thấy rất nhiều tác phẩm, chẳng hạn như Fūrin Kazan từng được dựng lại nhiều lần, nhưng đây là lần đầu tiên trong lịch sử điện ảnh Nhật Bản có một tác phẩm tập trung vào nhân vật Naoe Kanetsugu. Đây cũng là lần đầu tiên trong lịch sử NHK Taiga Drama có một bộ chọn võ tướng phe miền Tây chiến bại trong trận Sekigahara làm nhân vật chính. 
Naoe Kanetsugu được miêu tả là một nhân vật coi trọng chữ "ái" và "nghĩa", đặt nhân nghĩa xuyên suốt cuộc đời mình trong một thời đại mà con người sẵn sàng làm bất cứ điều gì vì lợi. Tuy bối cảnh là thời đại Chiến quốc nhưng tác phẩm đã đề cập đến nhiều vấn đề của xã hội đương đại thông qua việc miêu tả cuộc đời của nhân vật Naoe Kanetsugu và trục quan hệ với chủ  nhân là Uesugi Kagekatsu, người thầy Uesugi Kenshin, mối quan hệ với người bằng hữu Ishida Mitsunari và những mối quan hệ với các võ tướng đương thời, với người vợ Osen và các phụ nữ khác. 
Một đặc điểm của bộ Taiga Drama này là phần lớn các nhân vật chính đều do các diễn viên trong độ tuổi 20~30 diễn xuất. Nhân vật chính Naoe Kanetsugu do diễn viên Tsumabuki Satoshi thủ vai (đây cũng là lần đầu tiên diễn viên này tham gia diễn xuất Taiga Drama), Uesugi Kagekatsu do Kitamura Kazuki diễn. Diễn viên này cũng từng tham gia diễn xuất trong bộ Taiga Drama năm 2001 là Hōjō Tokimune. Chánh thất của Naoe là Osen do nữ diễn viên Tokiwa Takako thủ diễn, Ishida Mitsunari do Oguri Shun thủ diễn.

## Đội ngũ sản xuất
- Nguyên tác: Hisaka Masashi
- Kịch bản: Komatsu Eriko
- Âm nhạc: Ōshima Michiru
- Diễn nhạc chủ đề: dàn nhạc giao hưởng NHK
- Chỉ huy dàn nhạc: Koizumi Kazuhiro
- Khảo chứng thời đại: Owada Tetsuo
- Khảo chứng phong tục: Futaki Ken-ichi
- Khảo chứng kiến trúc: Hirai Kiyoshi
- Khảo chứng trang phục: Koizumi Kiyoko
- Chỉ đạo võ thuật: Hayashi Kunishirō
- Chỉ đạo động tác" Tachibana Yoshie
- Chỉ đạo mã thuật: Kuruma Kunihide
- Chỉ đạo thư pháp: Mochizuki Kyōun
- Chỉ đạo trà đạo: Szuki Sōtaku
- Chỉ đạo Hoa đạo/Ikebana: Sugimoto Yasuko
- Chỉ đạo kịch Nō: Hōshō Kazufusa
- Chỉ đạo đàn Biwa/ngâm thơ: Tomyoshi Kakushin
- Chỉ đạo Phật sự: Kabasawa Kensei
- Chỉ đạo âm nhạc truyền thống: Honjō Hidetarō
- Chỉ đạo đàn Koto: Ichikawa Yuriko
- Chỉ đạo cờ vây: Kuwamoto Shinbei
- Chỉ đạo Hán thi: Nomura Manzō
- Chỉ đạo điêu khắc: Hashimoto Nobuyuki
- Chỉ đạo bàn tính soroban: Yoshida Masami
- Chỉ đạo làm dép rơm: Takatsu Tōshiko
- Chỉ đạo rèn: Yoshihara Yoshikazu
- Chỉ đạo ngôn từ cổ: Horii Reiichi
- Cung cấp tư liệu: đền thờ Uesugi jinja, chùa Kōdaiji, tháp Tenshū thành Ōsaka, viện bảo tàng Uesugi, tháp Tenshū thành Odawara, thư viện tỉnh Niigata, Inuyama jō Hakutei bunko, chùa Sōkenji, chùa Nishi Honganji.
- Tựa đề: Takeda Sōun
- Kỹ thuật VFX: Takahashi Yoshihiro
- Kỹ thuật CG: Saka Misako
- Quản lý sản xuất: Naitō Shinsuke
- Hợp tác quay phim: tỉnh Niigata, tỉnh Yamagata, tỉnh Fukushima, thành phố Minami Uonuma tỉnh Niigata, thành phố Jōetsu, thành phố Naga Oka, thành phố Uonuma, thành phố Yonezawa, thành phố Hachi Ōji, thành phố Yugawara, thành phố Naka, thành phố Takahagi, thành phố Tsukubamirai, thành phố Tomi Oka, thành phố Hokuto, thành phố Ōshū, thành phố Tōno và thành phố Kumamoto.

## Các nhân vật chính yếu trong phim
Naoe Kanetsugu
Diễn viên: Tsumaboku Satoshi, diễn viên lúc nhỏ: Katō Seishirō.
Naoe Kanetsugu là con trai trưởng của Higuchi Sōemon, tên lúc nhỏ là Yoroku. Quan tước là thái thú Yamashiro hạ ngũ phẩm (Jugoi no ge Yamashiro no kami). Yoroku là người hầu của Uesugi Kagekatsu từ năm 5 tuổi, tính cách trung thực, hết mực phụng sự chúa nhưng lại hay thất bại vì làm quá đà, dễ khóc vì bất cứ chuyện gì. Nhân cái chết của mẹ, Yoroku thề sẽ không bao giờ khóc nữa. Yoroku còn là nhân vật đầy tính hiếu kỳ, thường quan tâm đến những chuyện người khác ít nghĩ đến và là người đệ tử duy nhất được Uesugi Kenshin thừa nhận, được công nương Sentōin nuôi dạy thành gia thần của họ Uesugi.
Sau khi Uesugi Kenshin chết, Yoroku lập được nhiều chiến công cho nhà chủ nên dần dần được tiếp cận với Uesugi Kagekatsu và được nhìn nhận. Sau khi loạn lạc nhà chủ chấm dứt, Higuchi Yoroku được Yoshie Minenobu và Naoe Nobutsuna tiến cử lên nắm chức Karō cho chúa Uesugi. Sau khi Naoe Nobutsuna chết, Higuchi Yoroku được Kagekatsu cho phép kế tục sự nghiệp của nhà Naoe và đổi họ thành Naoe, tên thành Kanetsugu.
Sau khi lên nắm chức Karō chấp chính cho nhà Uesugi, Kanetsugu như rồng gặp nước, bắt đầu sử dụng cờ hiệu và mũ trụ có chữ "ái" (愛) tượng trưng cho lối sống trọng nhân trọng ái của mình.
Sau khi Oda Nobunaga chết, Uesugi Kagekatsu theo Hideyoshi Toyotomi và Kanetsugu cũng theo chủ lên kinh đô. Được Hideyoshi chiêu dụ vào hàng ngũ gia thần của mình, Kanetsugu thẳng thừng từ chối vì ngoài Kagekatsu ra thì mình không thờ bất cứ chủ nào. Kanetsugu bắt đầu mở rộng tầm mắt, chăm lo cho muôn dân ở Echigo và bảo vệ người thân hữu Ishida Mistunari bên cạnh việc chấp chính cho họ Uesugi.
Sau khi Hideyoshi chết, Tokugawa Ieyasu bắt đầu nổi loạn. Kanetsugu và Mitsunari chống đối, rải truyền đơn khắp nước Nhật để khiêu chiến với Ieyasu. Nhưng trong trận Sekigahara, quân miền Tây của Mitsunari đại vại và họ Uesugi cũng quy thuận họ Tokugawa, thế lực suy yếu nhiều. Dù vậy, Naoe Kanetsugu vẫn hết lòng thờ họ Uesugi, thường xuyên vặn những điều bất nghĩa của Ieyasu. Nhưng chính điều này lại khiến Kanetsugu được Hidetada, con trai của Ieyasu tin tưởng. Vào cuối đời, Kanetsugu lập ra "Thiền lâm văn khố" để hậu thế ghi nhớ chính nghĩa của nhà Uesugi và Ishida Mitsunari. Từ đó Kanetsugu rất chân ra khỏi chính sự, kết thúc cuộc đời bằng chuỗi ngày an nhàn, ôn hòa.
Uesugi Kagekatsu
Diễn viên: Kitamura Kazuki, diễn viên lúc trẻ: Mizoguchi Takuya.
Kagekatsu là đương chủ nhà Uesugi, quan tước là Danjō no dai, con trai của võ tướng Nagao Kagemasa và công nương Sentōin. Sau khi cha chết, Kagekatsu trở thành đương chủ nhà Ueda Nagao. Nghi ngờ người cậu Terutora (Kenshin) có dính líu đến cái chết của phụ thân, Kagekatsu đã cầm dao đâm Terutora bị thương. Nhưng Terutora đã nhìn nhận ra khí chất của kẻ làm tướng của Kagekatsu lúc ấy hãy còn non trẻ mà đã thể hiện lòng đoái hoài đến muôn dân nên đã đem về làm dưỡng tử và cho tu tập tại Thiền tự Vân Đạo Am (ja: Undōan). Kagekatsu là người khó biểu lộ cảm xúc ra mặt nên bọn người hầu đứa ở thường không dám lỗ mảng lại gần, nhưng dần dần tiếp cận với đứa hầu Yoroku vốn có tình cảm ngay thẳng, kết quan hệ chủ tớ sâu bền.
Uesugi Kenshin
Diễn viên: Abe Hiroshi
Quốc chủ xứ Echigo, thành chủ Kasuga Yamashiro. Trong bối cảnh người người hành động vì chữ lợi cho bản thân thì Uesugi Kenshin lại phất cờ chiến đấu vì chữ nghĩa, đối lập với Oda Nobunaga ở vùng Kantō và họ Hōjō. Uesugi Kenshin nổi tiếng bách chiến bách thắng nên được tôn thờ như là hiện thân của vị chiến thần Bishamon. Kenshin cũng là người tin tưởng tuyệt đối ở thần Bishamon nên thề suốt đời không phạm giới, không lấy vợ mà chỉ đón con trai của người chị Sentōin là Kagekatsu và con tin của họ Hōjō là Kagetora về làm con nuôi. Kenshin phát hiện ra tài năng phi phàm nơi Naoe Kanetsugu, bề tôi của Kagekatsu và đã truyền thụ hết tuyệt học của mình cho Kanetsugu. Trước trận đánh với quân Oda và Hōjō, Kenshin lâm bệnh, nói với Kanetsugu:"nghĩa của nhà ngươi" rồi mất. Tuy đều yêu quý cả hai người con nuôi nhưng không nói sẽ cho ai kế tục mình nên nhà Uesugi vốn nổi tiếng đoàn kết một lòng đã xảy ra tranh chấp quyết liệt.
Linh hồn Kenshin sau khi chết đã hiện lên trước mặt Oda Nobunaga trong biến cố chùa Honnō, nhận xét về Nobunaga rằng: "được thiên thời và địa lợi ưu đãi nhưng đã xem nhẹ nhân hòa".

## Hạng mục liên quan
- Hisaka Masashi
- Tiểu thuyết Tenchijin